# 臭化ウラン(V)
臭化ウラン(V)(Uranium pentabromide)は、臭素とウランから成る無機化合物である。化学式はUBr5で表される。